# Friedrich Erbel
Friedrich Erbel (* 1. November 1899 in Rheydt; † 19. Dezember 1995 in Bremen-Grohn) war ein Bremischer Berufsschullehrer und Politiker (NSDAP, CDU). Er war Mitglied der Bremischen Bürgerschaft.

## Biografie

### Ausbildung, Beruf und Familie
Erbel studierte Chemie und im Zweitstudium zum Gewerbelehrer. Er war ab 1927 Lehrer und ab 1929 im Bremer Schuldienst. 1940/41 war er Sonderführer im Wehrwirtschafts- und Rüstungsamt des Oberkommandos der Wehrmacht (OKW) und von 1941 bis 1943 Technischer Kriegsverwaltungsrat. Ab August 1944 war er Soldat im Zweiten Weltkrieg und danach bis 1946 in Kriegsgefangenschaft.
1947 war er als Chemiker und ab 1948 wieder als Berufsschullehrer in Bremen tätig. 1959 erfolgte seine Ernennung zum Direktor der Berufsschule für das Nahrungsgewerbe in Vegesack. Bis 1965 war er im Schuldienst.
Er war mit Elisabeth Erbel (1902–1987) verheiratet.

### Politik
Erbel trat zum 1. Mai 1933 der NSDAP bei (Mitgliedsnummer 2.621.570) bei. Er war ab 1934 Mitglied der NSV und des NS-Lehrerbundes sowie 1933/34 in der SA und dort von 1934 - 1935 Scharführer. sowie von Januar – März 1937 kommissarischer Ortspropagandaleiter in Bremen-Lesum.
1948 wurde er als Mitläufer entnazifiziert.
Nach dem Krieg wurde er Mitglied der CDU und war von 1959 bis 1971 Vorsitzender des CDU-Kreisverbandes Bremen-Vegesack.
Erbel war von 1959 bis 1971 rund 12 Jahre lang Mitglied der Bremischen Bürgerschaft und in verschiedenen Deputationen der Bürgerschaft tätig. Von 1963 bis 1971 fungierte er als Schriftführer der Bürgerschaft.